# Tajo de las Figuras
Pour les articles homonymes, voir Tajo.

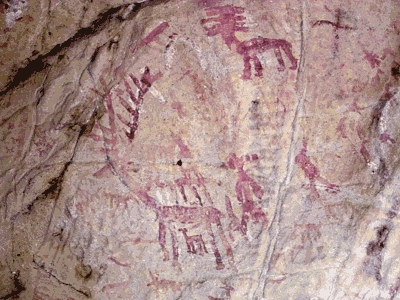
Peintures rupestres (Tajo de las Figuras, Benalup - Casas Viejas).

La grotte du Tajo de las Figuras (« le ravin des figures ») est située près du village de Benalup-Casas Viejas, dans la province de Cadix en Espagne. Ses figures peintes sont dans le style d'art rupestre nommé arte sureño (es) du sud de l'Andalousie.

## Historique
En 1913, Juan Cabré et Eduardo Hernández-Pacheco ont commencé les premières études d'art rupestre de la région dans cette grotte. Ce petit abri se caractérise par la grande quantité de peintures rupestres, surtout des représentations d'oiseaux, de mammifères et des figures anthropomorphes. La plupart de ces figures datent du Néolithique et du Chalcolithique. En 1924, la grotte du Tajo de las Figuras a été déclarée Monument Architectonique Artistique.
Les peintures ont aussi été étudiées par Henri Breuil.

## Conservation
Pendant des décennies, les peintures ont été mouillées pour les montrer aux touristes. En conséquence, une couche calcaire a voilé les figures. En 2005, des travaux de restauration ont été réalisés. Il semblerait (voir la version en langue Espagnole) que la grotte soit fermée au public depuis 2008.

## Description
Certaines espèces d'oiseau disparues, telles que l'ibis chauve, pourraient figurer parmi les animaux représentés mais la précision des dessins est insuffisante pour l'affirmer.